# Чоловіки і жінки
«Чоловіки і жінки» (рос. «Мужчины и женщины») — радянський комедійний короткометражний художній фільм 1979 року, знятий режисером Сонею Алібековою на кіностудії «Мосфільм».

## Сюжет
Директор, дбаючи за свого працівника-безнадійного холостяка, посилає його на захист архітектурного проекту до Москви, де багато гарних жінок, через що зростає шанс його одружити.

## У ролях
- Маргарита Терехова — Надія Сергіївна
- Георгій Бурков — головна роль
- Валентин Гафт — Георгій
- Зоя Зелінська — другорядна роль
- Катерина Васильєва — кореспондент
- Володимир Басов — дантист
- Олександр Вігдоров — другорядна роль
- Герман Качин — другорядна роль
- Юрій Комаров — шеф
- Сергій Присєлков — другорядна роль
- Марина Трошина — другорядна роль
- Тетяна Ухарова — другорядна роль
- Валентина Хмара — другорядна роль

## Знімальна група
- Режисер — Соня Алібекова
- Сценаристи — Олександр Бородянський, Владислав Ханагов
- Оператор — Вадим Алісов
- Композитор — Олексій Єкимян
- Художник — Володимир Філіппов